# Страдная волость
Страдная во́лость — волость в составе Великоустюжского уезда Северо-Двинской губернии РСФСР (в 1918—1924 годах), Вологодской губернии (1797—1918). Волостной центр — Страдное (Страдная).
В настоящее время территория волости относится к Великоустюгскому району.

## Состав волости
На 1893 год входила в I стан Вологодской губернии.
По данным на 1913 год входили 87 населённых пунктов
- Алферовская (ныне — Алфёровское)
- Андреевская (ныне — Андреевское)
- Анисимова
- Анохинская
- Афанасовец
- Бабья
- Барачиха
- Белая
- Березова (ныне — Березово)
- Братская
- Бурылова
- Ваколова
- Верхняя Кичуга
- Верховина
- Власова (ныне — Власово)
- Володина
- Вострое
- Выползова
- Глазатова (ныне — Глазатово)
- Горка = Николаевская Горка ?
- Городок
- Григорьевская (ныне — Григорьевское)
- Давыдовская
- Дор
- Дор и две поженки
- Евсюкова
- Есипоцова
- Загорье
- Зимняк
- Исады
- Каликина
- Кишкова
- Конявица
- Корелка
- Ленивица
- Лобанова (ныне — Лобаново)
- Лодейка
- Лучкина
- Лычное
- Малая Горка
- Малинник
- Манькова (ныне — Маньково)
- Маркова (ныне — Марково)
- Мартыниха
- Мартынова (ныне — Мартыново)
- Микулина
- Миокииха (?)
- Мутовина (ныне — Мутовино)
- Нижняя Кичуга
- Нижняя Тозьма
- Новоселье
- Норовица (ныне — Норовица)
- Остолопова (ныне — Остолопово)
- Павловская
- Печерза
- Погорелка
- Погост
- Пожарище
- Покровка
- Полдарса
- Порог
- Прилук  (ныне — Прилуки)
- Прислон
- Прокопьевская
- Пупышева
- Пуртовина
- Ровдина
- Рупасова
- Савина (ныне — Савино)
- Святая Гора
- Скорятина (ныне — Скорятино)
- Слобода
- Слободка
- Смыкова (ныне — Смыково)
- Соколова (ныне — Соколово)
- Степаница
- Страдное (Страдная) — волостной центр
- Студеная
- Тарутина Гора
- Тишина (1-я, 2-я)
- Устье-Мякальская (ныне — Устье-Мякалица)
- Фалеева
- Царева Гора
- Чанькова (ныне — Чаньково)
- Черемухова (ныне — Черёмухово/Черемухово)
- Чермянина
- Ягрыж (ныне — Ягрыш)